# 隠れ座頭
隠れ座頭（かくれざとう）は、北海道、秋田県、関東地方に伝わる妖怪の一種。日本各地に伝えられており、子供を攫う、夜中に物音を立てる、人に福を授けるなど、地方により様々な性質の伝承がある。

## 概要

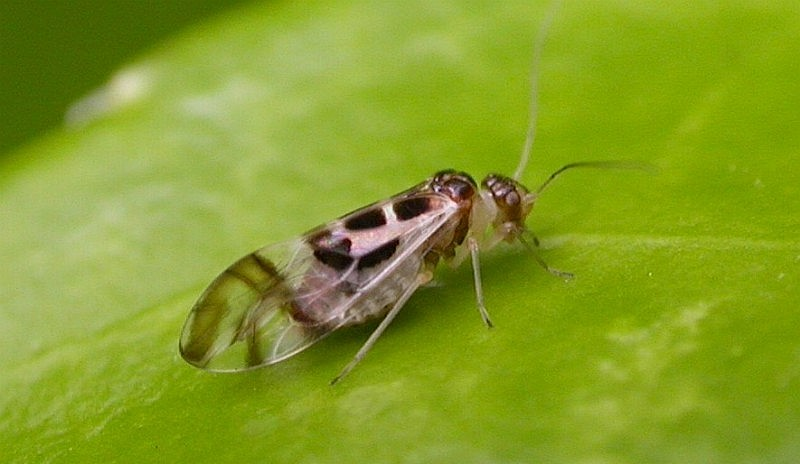
参考 : 隠れ座頭のモデルといわれる昆虫、チャタテムシ

茨城県や埼玉県秩父地方では子供が行方不明になることを「隠れ座頭に連れて行かれた」といい、秩父ではヤドウカイに捕らえられたともいう。実在の昆虫であるチャタテムシの立てる音がモデルとの説もあり、かつてはスカシチャタテムシの羽音を耳にした人が「隠れ座頭が子供をさらいに来た」などといって子供を脅していたともいう。昭和に入ってからも人をさらうという話があり、昭和10年代には、東京の青梅市に疎開していた少女が行方不明となり、隠れ座頭に攫われたと大騒ぎになって一大捜査が行なわれた事例がある。その少女は無事に発見されたものの、その後も何度も行方不明になったという。
神奈川県津久井郡では、夜中に箕を戸外に出すと、隠れ座頭が箕を借りて行ったり、踏みがら（精穀器具）で物を搗く音を立てるといい、そっと行ってみると隣の家で踏みがらを搗いていたりするという。千葉県印旛郡にも似た伝承があり、米搗きに似た音を立てることから狸の腹鼓ともいわれた。相州の津久井（現・神奈川県津久井郡）などでは踏唐臼（ふみからうす）の下に隠れている妖怪ともいわれた。
隠れ座頭の語源は隠れ里ともいわれるが、これは隠れ座頭が広く奥羽・関東に渡って巌窟の奥に住む妖怪と信じられ、常人の目に見えない巌窟などの住民と考えられたことから、そのような地底の国が隠れ里と名づけられたことが由来とされている。本来の隠れ里は昔話などで理想郷のように語られることが通例だったが、人々の信仰が変化して怪物と解釈されるようになり、座頭の職業に若干の神秘性を伴って隠れ座頭の伝承になったものと考えられている。茨城県では、隠れ座頭の餅を拾うと長者になるという。秋田県横手市でも福を授けるという伝承があり、隠れ座頭の姿はかかとのない盲人で、市の立つ日にこれを見つけると長者になるといわれた。また北海道の熊石町（現・八雲町）の黒岩という集落にあった洞窟には、円空上人が作った地蔵尊が安置されているが、この洞窟に隠れ座頭が住んでおり、正直者が洞窟を訪れると宝物を授けたという。